# Marian Migdał
Marian Migdał (ur. 19 marca 1899 w Częstochowie, zm. w czerwcu 1941 w Ostrogu nad Horyniem) – chorąży Wojska Polskiego w II Rzeczypospolitej, kawaler Orderu Virtuti Militari.

## Życiorys
Urodził się w rodzinie Władysława (rzemieślnika) i Marianny z domu Szaflik.
Ukończył szkołę powszechną, a następnie uczęszczał na kursy handlowe w Częstochowie. W roku 1918 został członkiem Polskiej Organizacji Wojskowej, po czym wstąpił jako ochotnik w szeregi Polskiej Siły Zbrojnej. W odrodzonym Wojsku Polskim służył od stycznia 1919 roku. Początkowo przebywał na froncie Cieszyńskim. W szeregach 3 szwadronu 19 pułku ułanów wziął udział w wojnie polsko-bolszewickiej, walcząc na froncie Ukraińskim. W toku walk awansowany do rangi starszego ułana, a następnie kaprala. Wyróżnił się w dniu 18 sierpnia 1920 r. pod wsią Szczerców nad Bugiem, kiedy to poprowadził swój pluton na liczniejszego wroga, biorąc jeńców i zdobywając sprzęt wojenny. Za ten czyn kapral Marian Migdał odznaczony został Krzyżem Srebrnym Orderu Virtuti Militari. Nadanie to zostało następnie potwierdzone dekretem Wodza Naczelnego marszałka Józefa Piłsudskiego L.3103 z 30 czerwca 1921 roku (opublikowanym w Dzienniku Personalnym Ministerstwa Spraw Wojskowych Nr 29 z dnia 23 lipca 1921 roku). 
Po zakończeniu działań wojennych pozostał w Wojsku Polskim jako podoficer zawodowy. Służbę swą kontynuował w 19 pułku ułanów, osiągając na początku lat 30. XX w. stopień starszego wachmistrza. Wiosną 1939 roku został awansowany do rangi chorążego. Wziął udział w walkach swego pułku, wchodzącego w skład Armii „Łódź”, podczas kampanii wrześniowej. Uczestniczył między innymi w bitwie pod Mokrą. W październiku 1939 roku został aresztowany przez NKWD i więziony był w Ostrogu nad Horyniem. Rozstrzelany w czerwcu 1941 roku przez wkraczających do Ostroga Niemców, został pochowany na tamtejszym cmentarzu.
Żoną Mariana Migdała była Janina z domu Grochowska, z którą mieli syna Henryka i córkę Halinę.

## Ordery i odznaczenia
- Krzyż Srebrny Orderu Virtuti Militari Nr 4166[5]
- Krzyż Walecznych
- Złoty Krzyż Zasługi